# دايما معاك (فلم)
دايما معاك (بالعربية: معك دائما) هو فيلم مصري تم إنتاجه عام 1954، من إخراج هنري بركات وبطولة محمد فوزي وفاتن حمامة وعبد الوارث عسر.

## فريق العمل
إخراج: هنري بركات

تأليف:
- يوسف جوهر (قصة وحوار)
- هنري بركات (سيناريو)

إنتاج: أفلام محمد فوزي

### بطولة
- محمد فوزي
- فاتن حمامة
- عبد الوارث عسر
- سعيد أبو بكر
- صلاح نظمي
- ثريا فخري

## أغاني الفيلم
من كلمات حسين السيد وألحان محمد فوزي
- اللي يهواك اهواه
- اللي جرالك كان ياما كان
- طير بينا يا قلبي
- و الله والله يا حلو زمان

## روابط خارجية
- مقالات تستعمل روابط فنية بلا صلة مع ويكي بيانات